# Noir in Festival
El Courmayeur Noir in Festival, és un festival cinematogràfic i literari dedicat a sèries de televisió, pel·lícules i novel·la negra. Va tenir lloc a Courmayeur, a la Vall d'Aosta, al desembre de cada any de 1991 a 2015. Des des 2016, el festival té lloc a Como i a Milà.

## Història
El festival es va crear a Viareggio el 1991 i es va traslladar al municipi de la Vall d'Aosta dos anys més tard. Està dedicat a pel·lícules negres, pel·lícules policials i thrillers. Va prendre el relleu després del tancament del festival MystFest, que va tenir lloc als anys 1980 a Cattolica.

## Descripció
El festival de cinema negre de Courmayeur va tenir lloc al desembre. En el marc del festival, també es va atorgar el “Premi Raymond Chandler” als mestres del gènere detectiu a nivell internacional i el “Premi Scerbanenco” a la millor novel·la negra italiana de l'any.
Està dedicat tant al cinema negre com a les novel·les policials. La seva evolució al llarg dels anys ha ampliat la seva esfera d'influència a còmics i bandes sonores, i així ha establert un diàleg entre diferents formes d'expressió sota el signe del misteri.

## Palmarès
- 1991
  - Premi Mystery Millor pel·lícula: Paris Trout, dirigida per Stephen Gyllenhaal
  - Menció Especial del Jurat: Blood & Concrete - A Love Story, dirigida per Jeffrey Reiner
  - Premi Mystery Millor actor: Yvan Attal - Aux yeux du monde, dirigida per Éric Rochant
  - Premi Mystery Millor Actriu: María Barranco - Todo por la pasta, dirigida per Enrique Urbizu[4]
- 1992
  - Premi Mystery Millor Pel·lícula: Happy Birthday, turke! dirigida per Doris Dörrie
  - Menció Especial del Jurat: Cold Heaven, dirigida per Nicolas Roeg i Afraid of a Dark, dirigida per Mark People
  - Premi Mystery Millor actor: Jeremy Irons – Kafka, dirigida per Steven Soderbergh
  - Premi Mystery Millor Actriu: Theresa Russell – Cold Heaven, dirigida per Nicolas Roeg
- 1993
  - Premi Mystery Millor Pel·lícula: Boiling Point, dirigida per James B. Harris ex aequo Doble joc, dirigida per Peter Medak
  - Menció Especial del Jurat: 23 H 58, dirigida per Pierre William Glenn
  - Premi Mystery Millor actor: Anthony La Paglia - The Custodian, dirigida per John Dingwall
  - Premi Mystery Millor Actriu: Giulia Fossà - Caccia alle mosche, dirigida per Angelo Longoni
- 1994
  - Premi Mystery Millor Pel·lícula: J'ai pas sommeil, dirigida per Claire Denis
  - Menció Especial del Jurat: Shallow Grave, dirigida per Danny Boyle
  - Premi Mystery Millor actor: Didier Fourdon - La màquina, dirigida per François Dupeyron
  - Premi Mystery Millor Actriu: Ruth Gabriel - Días contados, dirigida per Imanol Uribe[5]
  - Premi del pubblico "Gino Guasti": Terminal Velocity, dirigida per Deran Sarafian
- 1995
  - Premi Mystery Millor Pel·lícula: Justino, un asesino de la tercera edad, dirigida per La Cuadrilla
  - Menció Especial del Jurat: Nur über meine Leiche, dirigida per Rainer Matsutani
  - Premi Mystery Millor actor: Oleg Jankovski - Testimoni silenciós, dirigida per Anthony Waller
  - Premi Mystery Millor Actriu: Rose Jackson - Dead Presidents, dirigida per Allen & Albert Hughes
  - Premi del públic "Gino Guasti": Testimoni silenciós, dirigida per Anthony Waller
- 1996
  - Premi Mystery Millor Pel·lícula: El cocodril albí, dirigida per Kevin Spacey
  - Menció Especial del Jurat: Passage à l'acte, dirigida per Francis Girod
  - Premi Mystery Millor actor: Patrick Timsit - Passage à l'acte, dirigida per Francis Girod
  - Premi Mystery Millor Actriu: María Conchita Alonso - Caught de Robert M. Young
  - Premi del públic "Gino Guasti": Caught de Robert M. Young
- 1997
  - Premi Mystery Millor Pel·lícula: Kiss or Kill, dirigida per Bill Bennett
  - Premi Napapjiri a la millor interpretació: France O'Connor - Kiss or Kill, dirigida per Bill Bennett
  - Premi del públic "Gino Guasti": Gattaca, dirigida per Andrew Niccol
- 1998
  - Premi Leone Nero a la Millor Pel·lícula: Slam, dirigida per Marc Levin
  - Premi Napapjiri a la millor interpretació: Ian McKellen - Gods and Monsters, dirigida per Bill Condon
  - Premi del jurat a la millor contribució al gènere: La trama, dirigida per David Mamet
  - Premi del públic: La núvia de Chucky, dirigida per Ronnie Yu
- 1999
  - Premi Leone Nero al Millor Pel·lícula: The Opportunists, dirigida per Myles Connell
  - Premi Napapjiri a la millor interpretació: Chiara Caselli - Il prezzo, dirigida per Rolando Stefanelli
  - Premi Especial del Jurat: Happy, Texas, dirigida per Mark Illsley
  - Menció Especial del Jurat: Il prezzo, dirigida per Rolando Stefanelli
  - Premi del públic: Bringing Out the Dead, dirigida per Martin Scorsese
- 2000
  - Premi Leone Nero al Millor Pel·lícula: Perseguint la Betty, dirigida per Neil LaBute
  - Premi Napapijri a la millor interpretació: Cas Jansen i Victor Löw – Lek, dirigida per Jean van de Velde
  - Premi Especial del Jurat: Un delitto impossibile, dirigida per Antonello Grimaldi
  - Premi del públic: Ordinary Decent Criminal, dirigida per Thaddeus O'Sullivan
- 2001
  - Premi Leone Nero a la Millor Pel·lícula: El creient, dirigida per Henry Bean
  - Menció especial a l'unanimitat: Gas Attack, dirigida per Kenny Glenaan
  - Menció especial: L’experiment, dirigida per Oliver Hirschbiegel
  - Premi Napapijri a la millor interpretació: Marcello Mazzarella - Quello che cerchi, dirigida per Marco Simon Puccioni
- 2002
  - Premi Leone Nero a la Millor Pel·lícula: Dark Blue, dirigida per Ron Shelton
  - Premi Especial del Jurat: Sympathy for mr. Vengeance (Boksuneun naui geot), dirigida per Chan-wook Park
  - Premi Napapijri a la millor interpretació: Iben Hjejle - Old Men in New Cars, dirigida per Lasse Spang Olsen
  - Premi del públic: The Good Thief, dirigida per Neil Jordan
- 2003
  - Premi Leone Nero a la Millor Pel·lícula: Aro Tolbukhin, dins la ment de l'assassí, dirigida per Augustí Villaronga, Isaac P. Racine, Lydia Zimmerman[6]
  - Menció especial: La desaparició de l'Embry, dirigida per Stephen Gaghan
  - Premi Napapijri a la millor interpretació: repartiment sencer Stealing Rembrandt, dirigida per Jannik Johansen
  - Premi del públic SKY MAX: Runaway Jury, dirigida per Gary Fleder
- 2004
  - Premi Leone Nero a la Millor Pel·lícula: De zaak alzheimer, dirigida per Erik Van Looy
  - Menció especial: Robert Wieckiewics i Borys Szyc per la seva interpretació coral excepcional a la pel·lícula Vinci, dirigida per Juliusz Machulski
  - Premi Napapijri a la millor interpretació: Jan Decleir - De zaak alzheimer, dirigida per Erik Van Looy
  - Premi del públic "Casino de la Vallée": Assumptes pendents, dirigida per Olivier Marchal
- 2005
  - Premi Leone Nero a la Millor Pel·lícula: Adams Æbler, dirigida per Anders Thomas Jensen[7]
  - Menció especial: Pitbull, dirigida per Patryk Vega
  - Premi Napapijri a la millor interpretació: Zlatko Buric - Pusher 3, dirigida per Nicolas Winding Refn
  - Premi del públic "Casino de la Vallée": Piano 17, dirigida pel Manetti Bros.
- 2006
  - Premi Leone Nero a la Millor Pel·lícula: Alpha Dog, dirigida per Nick Cassavetes
  - Premi Especial del Jurat: Börn/Children, dirigida per Ragnar Bragason[8]
  - Premi Napapijri a la millor interpretació: Deborah François - La Tourneuse de pages, dirigida per Denis Dercourt
  - Menció especial a la millor interpretació: Forest Whitaker - The Last King of Scotland, dirigida per Kevin Macdonald
  - Premi del públic "Casino de la Vallée": OSS 117: El Caire, niu d'espies, dirigida per Michel Hazanavicius
- 2007
  - Premi Leone Nero a la Millor Pel·lícula: Der andere Junge, dirigida per Volker Einrauch[9]
  - Menció especial: Hamishe Baraye Azadi Dir Ast, dirigida per Mehrdad Oskouei
  - Premi Napapijri a la millor interpretació: Ingvar Eggert Sigurðsson – Les maresmes, dirigida per Baltasar Kormákur
  - Premi del públic Fox Crime: Vous êtes de la police?, dirigida per Romuald Beugnon
- 2008
  - Premi Leone Nero a la Millor Pel·lícula: Frozen River, dirigida per Courtney Hunt[10]
  - Premi Especial del Jurat "MINI": Los bastardos, dirigida per Amat Escalante
  - Premi a la millor interpretació: repartiment sencer de Det som ingen ved, dirigida per Søren Kragh-Jacobsen
  - Premi del públic Fox Crime: The Bank Job, dirigida per Roger Donaldson
  - Premi Docnoir al millor documental: Strange Death, dirigida per Shachan Mager
- 2009
  - Premi Leone Nero a la Millor Pel·lícula: Vengeance, dirigida per Johnnie To[11]
  - Premi Especial del Jurat "MINI": Black Dynamite, dirigida per Scott Sanders
  - Premi a la millor interpretació: Florence Loiret-Caille - La dame de trèfle, dirigida per Jérôme Bonnell ex aequo Emir Kusturica - L'Affaire Farewell, dirigida per Christian Carion
  - Premi del públic FoxCrime: Harry Brown, dirigida per Daniel Barber
  - Premi Mystery al millor documental: Killer Poet, dirigida per Susan Gray
- 2010
  - Premi Leone Nero a la Millor Pel·lícula: Carancho, dirigida per Pablo Trapero[12]
  - Premi Especial del Jurat: The Housemaid, dirigida per Im Sang-soo ex aequo Simon Werner a disparu..., dirigida per Fabrice Gobert
  - Premi a la millor interpretació: Stellan Skarsgård - En ganske snill mann, dirigida per Hans Petter Moland
  - Premi del públic FoxCrime: The Disappearance of Alice Creed, dirigida per J Blakeson
  - Premi Mystery al millor documental: Esquivar i pegar, dirigida per Juanjo Giménez i Adán Aliaga Pastor[13]
- 2011
  - Premi Leone Nero a la Millor Pel·lícula: Headhunters (Hodejegerne), dirigida per Morten Tyldum[14]
  - Premi Especial del Jurat: Hašoṭer, dirigida per Nadav Lapid
  - Premi a la millor interpretació: Jean-Pierre Darroussin - De bon matin, dirigida per Jean-Marc Moutout
  - Premi del públic FoxCrime: Don't Be Afraid of the Dark, dirigida per Troy Nixey
  - Premi Docnoir al millor documental: Calvet, dirigida per Dominic Allan
- 2012
  - Premi Leone Nero a la Millor Pel·lícula: Sightseers, dirigida per Ben Wheatley[15]
  - Premi Especial del Jurat: 38 Témoins, dirigida per Lucas Belvaux
  - Premi a la millor interpretació: Estefanía de los Santos - Grupo 7, dirigida per Alberto Rodríguez
  - Premi del públic FoxCrime: Hypnotisören, dirigida per Lasse Hallström
- 2013
  - Premi Leone Nero a la Millor Pel·lícula: Enemy, dirigida per Denis Villeneuve[16]
  - Premi Especial del Jurat: ex aequo Wakolda de Lucía Puenzo - The Keeper of Lost Causes de Mikkel Nørgaard
  - Premi a la millor interpretació: Roberto De Francesco - Neve, dirigida per Stefano Incerti
  - Premi del públic: Devil's Knot, dirigida per Atom Egoyan
- 2014
  - Premi Leone Nero a la Millor Pel·lícula: Black Sea, dirigida per Kevin Macdonald[17]
- 2015
  - Premi Leone Nero a la Millor Pel·lícula: Anacleto: Agent secret, dirigida per Javier Ruiz Caldera[18]
  - Premi Especial del Jurat: Into the Forest di Patricia Rozema
- 2016
  - Premi Leone Nero a la Millor Pel·lícula: The Oath, dirigida per Baltasar Kormákur[19]
  - Premi Especial del Jurat: El hombre de las mil caras, dirigida per Alberto Rodríguez
  - Premi a la millor interpretació: Jalil Lespert - Iris, dirigida per Jalil Lespert
  - Premi del públic Fight Cult - IULM pel cinema italià: Il permesso - 48 ore fuori, dirigida per Claudio Amendola
  - Premi especial Luca Svizzeretto - Independent Spirit Award: Ruggero Deodato
- 2017
  - Premi Leone Nero a la Millor Pel·lícula: Handia, dirigida per Jon Garaño i Aitor Arregi[20]
  - Premi Especial del Jurat: You Were Never Really Here, dirigida per Lynne Ramsay
  - Premi a la millor interpretació: Fares Fares a Omicidio al Cairo
  - Premi Caligari a la Millor Pel·lícula: Gatta Cenerentola, dirigida per Alessandro Rak, Ivan Cappiello, Marino Guarnieri i Dario Sansone
- 2018
  - Premi Leone Nero a la Millor Pel·lícula: Border (Gräns), dirigida per Ali Abbasi[21]
  - Premi a la millor interpretació: Lorenzo Ferro i Chino Darin a El Ángel (El ángel)
  - Menció Especial del Jurat: Nicole Kidman per la seva interpretació a Destroyer
  - Premi Caligari a la Millor Pel·lícula: La terra dell'abbastanza, dirigida per Damiano i Fabio D'Innocenzo
- 2019
  - Premi Black Panther a la Millor Pel·lícula: Bacurau, dirigida per Juliano Dornelles[22]
  - Premi Caligari a la Millor Pel·lícula: ex aequo Lo spietato (dirigida per Renato De Maria) i La paranza dei bambini (dirigida per Claudio Giovannesi)
  - Premi Raymond Chandler: Jonathan Lethem
  - Premi Giorgio Scerbanenco: L'isola delle anime, escrit per Piergiorgio Pulixi
  - Premi del públic: Nero a Milano, escrit per Romano De Marco
- 2020
  - Premi Black Panther a la Millor Pel·lícula: Kød & Blod, dirigida per Jeanette Nordahl
  - Premi Caligari a la Millor Pel·lícula: Favolacce,[23] dirigida per Damiano i Fabio D'Innocenzo
  - Premi Raymond Chandler: John Banville[24]
  - Premi Giorgio Scerbanenco: Nero come la notte, escrit per Tullio Avoledo[25]
  - Premi del públic: Psychokiller, escrit per Paolo Roversi
- 2021
  - Premi Black Panther a la Millor Pel·lícula: Les oiseaux ivres, dirigida per Ivan Grbovic
  - Menció Especial del Jurat: De uskyldige, dirigida per Eskil Vogt
  - Premi Caligari a la Millor Pel·lícula: La terra dei figli, dirigida per Claudio Cupellini
  - Premi Raymond Chandler: Guillaume Musso[26]
  - Premi Giorgio Scerbanenco: Questo giorno che incombe, escrit per Antonella Lattanzi[27]
  - Premi del públic: Come delfini tra pescecani, escrit per François Morlupi
- 2022
  - Premi Black Panther a la Millor Pel·lícula: Bowling Saturne de Patricia Mazuy
  - Menció Especial del Jurat: Profeti de Alessio Cremonini
  - Premi Caligari a la Millor Pel·lícula: Piove, dirigida per Paolo Strippoli
  - Menció especial de Cinecittà News: Una femmina de Francesco Costabile
  - Premi Raymond Chandler: Harlan Coben[28]
  - Premi Giorgio Scerbanenco: Fuoco, escrit per Enrico Pandiani[29]
  - Premi del públic: Nel nero degli abissi, escrit per François Morlupi[30]